# Sammakkolampi
Sammakkolampi är en sjö i Finland. Den ligger i kommunen Kuopio i landskapet Norra Savolax, i den centrala delen av landet, 300 km norr om huvudstaden Helsingfors. Sammakkolampi ligger 135,4 meter över havet. Den är 9 meter djup. Arean är 4,3 hektar och strandlinjen är 0,85 kilometer lång. Sjön  ingår i Vuoksens huvudavrinningsområde.   I omgivningarna runt Sammakkolampi växer i huvudsak barrskog.